# Sarteano
Sarteano es una localidad italiana de la provincia de Siena, región de Toscana, con 4.481 habitantes.
Sarteano es particularmente importante desde el punto de vista histórico. Situado entre el Val d'Orcia y Val di Chiana, el área de Sarteano ha sido habitada desde hace miles de años. Por esta razón, Sarteano tiene una muy rica arqueología. En particular, algunas de las tumbas etruscas más importantes de la Toscana se encuentran en el campo alrededor de Sarteano. Una gran parte de los objetos arqueológicos encontrados en la zona forman la colección del Museo Civico Archeologico di Sarteano. 

Ubicación de la ciudad de Sarteano dentro de la provincia de Siena.

## Evolución demográfica
| Gráfica de evolución demográfica de Sarteano entre 1861 y 2021 |
|                                                                |
| Fuente ISTAT - Elaboración gráfica por parte de Wikipedia      |